# Grand Prix Południowej Afryki 1965
Grand Prix Południowej Afryki 1965 (oryg. South African Grand Prix) – 1. runda Mistrzostw Świata Formuły 1 w sezonie 1965, która odbyła się 1 stycznia 1965, po raz 3. na torze Prince George Circuit.
11. Grand Prix Południowej Afryki, 3. zaliczane do Mistrzostw Świata Formuły 1.

## Wyścig
| Legenda oznaczeń w tabelach wyników Wyświetl szablon na nowej stronie | Legenda oznaczeń w tabelach wyników Wyświetl szablon na nowej stronie                                                                     |
| Oznaczenie                                                            | Wyjaśnienie |
| --------------------------------------------------------------------- | --- |
| Złoty                                                                 | Zwycięzca lub mistrzostwo |
| Srebrny                                                               | 2. miejsce lub wicemistrzostwo |
| Brązowy                                                               | 3. miejsce lub II wicemistrzostwo |
| Zielony                                                               | Ukończył, punktował (w klasyfikacji generalnej, gdy zdobył co najmniej jeden punkt na przestrzeni sezonu, poza trzema powyższymi opcjami) |
| Niebieski                                                             | Ukończył, nie punktował (w klasyfikacji generalnej, gdy nie zdobył co najmniej jednego punktu na przestrzeni sezonu)                      |
| Czerwony                                                              | Nie zakwalifikował się (NZ) |
| Czerwony                                                              | Nie prekwalifikował się (NPK) |
| Różowy                                                                | Nie ukończył (NU) |
| Różowy                                                                | Niesklasyfikowany (NS) (w klasyfikacji generalnej, gdy nie został sklasyfikowany w żadnym wyścigu sezonu)                                 |
| Czarny                                                                | Zdyskwalifikowany (DK) |
| Czarny                                                                | Wykluczony (WYK/EX) |
| Biały                                                                 | Nie wystartował (NW) |
| Biały                                                                 | Kontuzjowany (K/INJ) |
| Biały                                                                 | Wyścig odwołany (OD/C) |
| Bez koloru                                                            | Został wycofany (WYC/WD) |
| Bez koloru                                                            | Nie przybył (NP/DNA) |
| Bez koloru                                                            | Nie brał udziału w treningach (NT/DNP) |
| Bez koloru                                                            | Nie został zgłoszony (–) |
| Pogrubienie                                                           | Start z pole position |
| Kursywa                                                               | Najszybsze okrążenie wyścigu |
| †                                                                     | Nie ukończył, ale jego rezultat został zaliczony ze względu na przejechanie więcej niż 90% dystansu wyścigu.                              |
| *                                                                     | Sezon w trakcie |
| 1/2/3                                                                 | Punktowana pozycja w sprincie kwalifikacyjnym                                                                                             |
| Lista systemów punktacji Formuły 1                                    | |

| Poz | Nr                      | Kierowca           | Konstruktor     | Okrążenia | Czas/Powód NU  | Poz. start. | Punkty |
| --- | ----------------------- | ------------------ | --------------- | --------- | -------------- | ----------- | ------ |
| 1   | 5                       | Jim Clark          | Lotus-Climax    | 85        | 2h:06:46.000   | 1           | 9      |
| 2   | 1                       | John Surtees       | Ferrari         | 85        | +29.000        | 2           | 6      |
| 3   | 3                       | Graham Hill        | BRM             | 85        | +31.800        | 5           | 4      |
| 4   | 6                       | Mike Spence        | Lotus-Climax    | 85        | +54.400        | 4           | 3      |
| 5   | 9                       | Bruce McLaren      | Cooper-Climax   | 84        | +1 okr.        | 8           | 2      |
| 6   | 4                       | Jackie Stewart     | BRM             | 83        | +2 okr.        | 11          | 1      |
| 7   | 12                      | Jo Siffert         | Brabham-BRM     | 83        | +2 okr.        | 14          |        |
| 8   | 7                       | Jack Brabham       | Brabham-Climax  | 81        | +4 okr.        | 3           |        |
| 9   | 18                      | Paul Hawkins       | Brabham-Ford    | 81        | +4 okr.        | 16          |        |
| 10  | 20                      | Peter de Klerk     | Alfa Romeo      | 79        | +6 okr.        | 17          |        |
| 11  | 15                      | Tony Maggs         | Lotus-BRM       | 77        | +8 okr.        | 13          |        |
| 12  | 16                      | Frank Gardner      | Brabham-BRM     | 75        | +10 okr.       | 15          |        |
| 13  | 25                      | Sam Tingle         | LDS-Alfa Romeo  | 73        | +12 okr.       | 20          |        |
| 14  | 19                      | David Prophet      | Brabham-Ford    | 71        | +14 okr.       | 19          |        |
| 15  | 2                       | Lorenzo Bandini    | Ferrari         | 66        | zapłon         | 6           |        |
|     | Niesklasyfikowani       |                    |                 |           |                |             |        |
| NS  | 14                      | Bob Anderson       | Brabham-Climax  | 50        | +35 okr.       | 12          |        |
| NS  | 11                      | Jo Bonnier         | Brabham-Climax  | 42        | sprzęgło       | 7           |        |
| NS  | 10                      | Jochen Rindt       | Cooper-Climax   | 39        | elektryka      | 10          |        |
| NS  | 17                      | John Love          | Cooper-Climax   | 20        | półoś napędowa | 18          |        |
| NS  | 8                       | Dan Gurney         | Brabham-Climax  | 11        | zapłon         | 9           |        |
|     | nie zakwalifikowali     |                    |                 |           |                |             |        |
| NZ  | 28                      | Trevor Blokdyk     | Cooper-Ford     |           |                |             |        |
| NZ  | 23                      | Neville Lederle    | Lotus-Climax    |           |                |             |        |
| NZ  | 21                      | Doug Serrurier     | LDS-Climax      |           |                |             |        |
| NZ  | 27                      | Brausch Niemann    | Lotus-Ford      |           |                |             |        |
| NZ  | 22                      | Ernie Pieterse     | Lotus-Climax    |           |                |             |        |
|     | Nie prekwalifikował się |                    |                 |           |                |             |        |
| NPK | 24                      | Clive Puzey        | Lotus-Climax    |           |                |             |        |
| NPK | 29                      | Jackie Pretorius   | LDS-Alfa Romeo  |           |                |             |        |
| NPK | 32                      | Dave Charlton      | Lotus-Ford      |           |                |             |        |
|     | Nie wystartowali        |                    |                 |           |                |             |        |
| NW  | 26                      | Ray Reed           | RE-Alfa Romeo   |           |                |             |        |
| NW  | 30                      | Brian Raubenheimer | Lotus-Ford      |           |                |             |        |
| NW  | 31                      | David Clapham      | Cooper-Maserati |           |                |             |        |
| NW  | 33                      | Alex Blignaut      | Cooper-Climax   |           |                |             |        |